# 真空ガラス
真空ガラス（しんくうガラス）は、1994年、日本板硝子株式会社とシドニー大学が提携し、商品開発された複層ガラスで、板ガラスとLow-Eガラスを重ね、その間を0.2mmの真空にした中間層を設ける形で1ユニットを構成した商品を指す。
真空ガラスのアイデアは1913年に公表され、1921年には米国で特許が成立した。しかし、当時のガラス技術では、真空の圧力に耐えるように設計することは困難で、量産化はさらに難しいことから長い間不可能とされていた。その後、シドニー大学教授のリチャード・コリンズが研究に着手し、1989年に商品製造に成功し、1.0m×1.0mまでの大きさのサンプルが約700枚の製作された。

## 構造
真空ガラスは2枚の間の空間を真空にするため、商品の室内側右上部の穴より空気を吸引し栓をする。その栓を保護するために「保護キャップ」と呼ばれる樹脂製のキャップが設けられている。また、外気圧で2枚のガラスが着いてしまうことを防ぐため、その間に「マイクロスペーサー」と呼ばれる厚さ0.2mm、直径約0.5mmのスペーサーを20mm間隔では挟み込み、真空層を保持している。気体による「対流」や「伝導」を抑えることを目的として中間層を真空としている。しかしながら「マイクロスペーサー」部分が熱伝導をしてしまうという課題も残されている。
また、「放射」も抑えることを目的としてLow-Eガラスを使用している。近年、日本板硝子ではLow-Eガラスを使用しない真空タイプの複層ガラスも製造、販売をしているが、メーカーサイドでは「真空ガラス」の呼称は使用していない。構造的には真空ガラスと同じである為、外見では非常に判りづらいが、一般的に「真空ガラス」と呼ばれる商品より断熱性能は劣る。